# Sèrra de Bedrera
La Sèrra de Bedrera és una serra situada al municipi de Canejan a la comarca de la Vall d'Aran, amb una elevació màxima de 2.432 metres.